# 4 Heures de Monza 2017
Navigation
Édition précédente Édition suivante
Les 4 Heures de Monza 2017, disputées le 14 mai 2017 sur le circuit de Monza, sont la cinquante-cinquième édition de cette course, la deuxième sur un format de quatre heures, et la seconde manche de l'European Le Mans Series 2017.

## Engagés
La liste officielle des engagés était composée de 36 voitures, dont 12 en LMP2, 17 en LMP3 et 7 en LM GTE.

## Course

### Classement de la course
Voici le classement provisoire au terme de la course.
- Les vainqueurs de chaque catégorie sont signalés par un fond jauni.
- Pour la colonne Pneus, il faut passer le curseur au-dessus du modèle pour connaître le manufacturier de pneumatiques.

| Pos  | Classe | no | Écurie                    | Pilotes                                                              | Châssis                          | Pneus | Tours | Temps               |
| Pos  | Classe | no | Écurie                    | Pilotes                                                              | Moteur                           | Pneus | Tours | Temps               |
| ---- | ------ | -- | ------------------------- | -------------------------------------------------------------------- | -------------------------------- | ----- | ----- | ------------------- |
| 1    | LMP2   | 22 | G-Drive Racing            | Memo Rojas Ryō Hirakawa Léo Roussel                                  | Oreca 07                         | D     | 132   | 4 h 01 min 43 s 628 |
| 1    | LMP2   | 22 | G-Drive Racing            | Memo Rojas Ryō Hirakawa Léo Roussel                                  | Gibson GK428 4,2 l V8 Atmo       | D     | 132   | 4 h 01 min 43 s 628 |
| 2    | LMP2   | 21 | DragonSpeed               | Ben Hanley Henrik Hedman Nicolas Lapierre                            | Oreca 07                         | D     | 132   | + 2 s 245           |
| 2    | LMP2   | 21 | DragonSpeed               | Ben Hanley Henrik Hedman Nicolas Lapierre                            | Gibson GK428 4,2 l V8 Atmo       | D     | 132   | + 2 s 245           |
| 3    | LMP2   | 49 | High Class Racing         | Dennis Andersen Anders Fjordbach                                     | Dallara P217                     | D     | 132   | + 7 s 215           |
| 3    | LMP2   | 49 | High Class Racing         | Dennis Andersen Anders Fjordbach                                     | Gibson GK428 4,2 l V8 Atmo       | D     | 132   | + 7 s 215           |
| 4    | LMP2   | 39 | Graff Racing              | Eric Trouillet Paul Petit Enzo Guibbert                              | Oreca 07                         | D     | 132   | + 33 s 980          |
| 4    | LMP2   | 39 | Graff Racing              | Eric Trouillet Paul Petit Enzo Guibbert                              | Gibson GK428 4,2 l V8 Atmo       | D     | 132   | + 33 s 980          |
| 5    | LMP2   | 47 | Cetilar Villorba Corse    | Roberto Lacorte Giorgio Sernagiotto Andrea Belicchi                  | Dallara P217                     | D     | 132   | + 54 s 798          |
| 5    | LMP2   | 47 | Cetilar Villorba Corse    | Roberto Lacorte Giorgio Sernagiotto Andrea Belicchi                  | Gibson GK428 4,2 l V8 Atmo       | D     | 132   | + 54 s 798          |
| 6    | LMP2   | 32 | United Autosports         | Will Owen Hugo de Sadeleer Filipe Albuquerque                        | Ligier JS P217                   | D     | 132   | + 1 min 06 s 385    |
| 6    | LMP2   | 32 | United Autosports         | Will Owen Hugo de Sadeleer Filipe Albuquerque                        | Gibson GK428 4,2 l V8 Atmo       | D     | 132   | + 1 min 06 s 385    |
| 7    | LMP2   | 23 | Panis-Barthez Compétition | Fabien Barthez Timothé Buret                                         | Ligier JS P217                   | M     | 132   | + 1 min 38 s 640    |
| 7    | LMP2   | 23 | Panis-Barthez Compétition | Fabien Barthez Timothé Buret                                         | Gibson GK428 4,2 l V8 Atmo       | M     | 132   | + 1 min 38 s 640    |
| 8    | LMP2   | 40 | Graff Racing              | James Allen Franck Matelli Richard Bradley                           | Oreca 07                         | D     | 131   | + 1 tour            |
| 8    | LMP2   | 40 | Graff Racing              | James Allen Franck Matelli Richard Bradley                           | Gibson GK428 4,2 l V8 Atmo       | D     | 131   | + 1 tour            |
| 9    | LMP2   | 28 | IDEC Sport                | Patrice Lafargue Paul Lafargue Olivier Pla                           | Ligier JS P217                   | M     | 129   | + 3 tours           |
| 9    | LMP2   | 28 | IDEC Sport                | Patrice Lafargue Paul Lafargue Olivier Pla                           | Gibson GK428 4,2 l V8 Atmo       | M     | 129   | + 3 tours           |
| 10   | LMP2   | 29 | Racing Team Nederland     | Jan Lammers Frits van Eerd                                           | Dallara P217                     | D     | 127   | + 5 tours           |
| 10   | LMP2   | 29 | Racing Team Nederland     | Jan Lammers Frits van Eerd                                           | Gibson GK428 4,2 l V8 Atmo       | D     | 127   | + 5 tours           |
| 11   | LMP3   | 19 | M.Racing - YMR            | Ricky Capo Erwin Creed                                               | Norma M30                        | M     | 124   | + 8 tours           |
| 11   | LMP3   | 19 | M.Racing - YMR            | Ricky Capo Erwin Creed                                               | Nissan VK50VE 5.0 L V8 Atmo      | M     | 124   | + 8 tours           |
| 12   | LMP3   | 18 | M.Racing - YMR            | Alexandre Cougnaud Antoine Jung Romano Ricci                         | Ligier JS P3                     | M     | 123   | + 9 tours           |
| 12   | LMP3   | 18 | M.Racing - YMR            | Alexandre Cougnaud Antoine Jung Romano Ricci                         | Nissan VK50VE 5.0 L V8 Atmo      | M     | 123   | + 9 tours           |
| 13   | LMP3   | 17 | Ultimate                  | François Hériau Jean-Baptiste Lahaye Matthieu Lahaye                 | Ligier JS P3                     | M     | 123   | + 9 tours           |
| 13   | LMP3   | 17 | Ultimate                  | François Hériau Jean-Baptiste Lahaye Matthieu Lahaye                 | Nissan VK50VE 5.0 L V8 Atmo      | M     | 123   | + 9 tours           |
| 14   | LMP3   | 3  | United Autosports         | Mark Patterson Wayne Boyd Christian England                          | Ligier JS P3                     | M     | 123   | + 9 tours           |
| 14   | LMP3   | 3  | United Autosports         | Mark Patterson Wayne Boyd Christian England                          | Nissan VK50VE 5.0 L V8 Atmo      | M     | 123   | + 9 tours           |
| 15   | LMP3   | 11 | EuroInternational         | Giorgio Mondini Davide Uboldi                                        | Ligier JS P3                     | M     | 123   | + 9 tours           |
| 15   | LMP3   | 11 | EuroInternational         | Giorgio Mondini Davide Uboldi                                        | Nissan VK50VE 5.0 L V8 Atmo      | M     | 123   | + 9 tours           |
| 16   | LMP3   | 13 | Inter Europol Competition | Jakub Śmiechowski Martin Hippe                                       | Ligier JS P3                     | M     | 123   | + 9 tours           |
| 16   | LMP3   | 13 | Inter Europol Competition | Jakub Śmiechowski Martin Hippe                                       | Nissan VK50VE 5.0 L V8 Atmo      | M     | 123   | + 9 tours           |
| 17   | LMP3   | 6  | 360 Racing                | Ross Kaiser Terrence Woodward Tony Wells                             | Ligier JS P3                     | M     | 122   | + 10 tours          |
| 17   | LMP3   | 6  | 360 Racing                | Ross Kaiser Terrence Woodward Tony Wells                             | Nissan VK50VE 5.0 L V8 Atmo      | M     | 122   | + 10 tours          |
| 18   | LMP3   | 7  | Duqueine Engineering      | Antonin Borga David Droux Nicolas Schatz                             | Ligier JS P3                     | M     | 122   | + 10 tours          |
| 18   | LMP3   | 7  | Duqueine Engineering      | Antonin Borga David Droux Nicolas Schatz                             | Nissan VK50VE 5.0 L V8 Atmo      | M     | 122   | + 10 tours          |
| 19   | LMP3   | 2  | United Autosports         | John Falb Sean Rayhall                                               | Ligier JS P3                     | M     | 122   | + 10 tours          |
| 19   | LMP3   | 2  | United Autosports         | John Falb Sean Rayhall                                               | Nissan VK50VE 5.0 L V8 Atmo      | M     | 122   | + 10 tours          |
| 20   | LMP3   | 15 | RLR Msport                | John Farano Morten Dons (en) Alex Kapadia                            | Ligier JS P3                     | M     | 122   | + 10 tours          |
| 20   | LMP3   | 15 | RLR Msport                | John Farano Morten Dons (en) Alex Kapadia                            | Nissan VK50VE 5.0 L V8 Atmo      | M     | 122   | + 10 tours          |
| 21   | LMGTE  | 66 | JMW Motorsport            | Robert Smith Jody Fannin Jonny Cocker                                | Ferrari 458 Italia GT2           | D     | 121   | + 11 tours          |
| 21   | LMGTE  | 66 | JMW Motorsport            | Robert Smith Jody Fannin Jonny Cocker                                | Ferrari 4.5 L V8 Atmo            | D     | 121   | + 11 tours          |
| 22   | LMGTE  | 90 | TF Sport                  | Salih Yoluc Euan Hankey Nicki Thiim                                  | Aston Martin Vantage GTE         | D     | 121   | + 11 tours          |
| 22   | LMGTE  | 90 | TF Sport                  | Salih Yoluc Euan Hankey Nicki Thiim                                  | Aston Martin 4.5 L V8 Atmo       | D     | 121   | + 11 tours          |
| 23   | LMGTE  | 99 | Beechdean AMR             | Andrew Howard Ross Gunn Darren Turner                                | Aston Martin Vantage GTE         | D     | 121   | + 11 tours          |
| 23   | LMGTE  | 99 | Beechdean AMR             | Andrew Howard Ross Gunn Darren Turner                                | Aston Martin 4.5 L V8 Atmo       | D     | 121   | + 11 tours          |
| 24   | LMP3   | 16 | Panis-Barthez Compétition | Eric Debard Simon Gachet Theo Bean                                   | Ligier JS P3                     | M     | 121   | + 11 tours          |
| 24   | LMP3   | 16 | Panis-Barthez Compétition | Eric Debard Simon Gachet Theo Bean                                   | Nissan VK50VE 5.0 L V8 Atmo      | M     | 121   | + 11 tours          |
| 25   | LMGTE  | 51 | Spirit of Race            | Giorgio Roda Gianluca Roda Andrea Bertolini                          | Ferrari 488 GTE                  | D     | 121   | + 11 tours          |
| 25   | LMGTE  | 51 | Spirit of Race            | Giorgio Roda Gianluca Roda Andrea Bertolini                          | Ferrari F154CB 3.9 L V8 bi-turbo | D     | 121   | + 11 tours          |
| 26   | LMGTE  | 77 | Proton Competition        | Christian Ried Joël Camathias Matteo Cairoli                         | Porsche 911 RSR                  | D     | 120   | + 12 tours          |
| 26   | LMGTE  | 77 | Proton Competition        | Christian Ried Joël Camathias Matteo Cairoli                         | Porsche 4.0 L Flat-6 Atmo        | D     | 120   | + 12 tours          |
| 27   | LMP3   | 12 | EuroInternational         | Andrea Dromedari Maxime Pialat Max Hanratty                          | Ligier JS P3                     | M     | 120   | + 12 tours          |
| 27   | LMP3   | 12 | EuroInternational         | Andrea Dromedari Maxime Pialat Max Hanratty                          | Nissan VK50VE 5.0 L V8 Atmo      | M     | 120   | + 12 tours          |
| 28   | LMGTE  | 50 | Larbre Compétition        | Christian Philippon Romain Brandela Fernando Rees                    | Chevrolet Corvette C7.R          | D     | 120   | + 12 tours          |
| 28   | LMGTE  | 50 | Larbre Compétition        | Christian Philippon Romain Brandela Fernando Rees                    | Chevrolet LT5.5 5.5 L V8 Atmo    | D     | 120   | + 12 tours          |
| 29   | LMP3   | 8  | Duqueine Engineering      | Vincent Beltoise Henry Hassid Lucas Légeret                          | Ligier JS P3                     | M     | 119   | + 13 tours          |
| 29   | LMP3   | 8  | Duqueine Engineering      | Vincent Beltoise Henry Hassid Lucas Légeret                          | Nissan VK50VE 5.0 L V8 Atmo      | M     | 119   | + 13 tours          |
| 30   | LMP2   | 34 | Tockwith Motorsports      | Nigel Moore Phil Hanson                                              | Ligier JS P217                   | D     | 115   | + 17 tours          |
| 30   | LMP2   | 34 | Tockwith Motorsports      | Nigel Moore Phil Hanson                                              | Gibson GK428 4,2 l V8 Atmo       | D     | 115   | + 17 tours          |
| 31   | LMP3   | 4  | Cool Racing by GPC        | Alexandre Coigny Iradj Alexander Gino Forgione                       | Ligier JS P3                     | M     | 111   | + 21 tours          |
| 31   | LMP3   | 4  | Cool Racing by GPC        | Alexandre Coigny Iradj Alexander Gino Forgione                       | Nissan VK50VE 5.0 L V8 Atmo      | M     | 111   | + 21 tours          |
| 32   | LMP3   | 10 | Oregon Team               | Davide Roda (en) Andrés Méndez (en) Dario Capitanio                  | Norma M30                        | M     | 105   | + 27 tours          |
| 32   | LMP3   | 10 | Oregon Team               | Davide Roda (en) Andrés Méndez (en) Dario Capitanio                  | Nissan VK50VE 5.0 L V8 Atmo      | M     | 105   | + 27 tours          |
| 33   | LMP3   | 5  | By Speed Factory          | Tim Müller Jürgen Krebs Tristan Viidas                               | Ligier JS P3                     | M     | 102   | + 30 tours          |
| 33   | LMP3   | 5  | By Speed Factory          | Tim Müller Jürgen Krebs Tristan Viidas                               | Nissan VK50VE 5.0 L V8 Atmo      | M     | 102   | + 30 tours          |
| Abd. | LMP2   | 25 | Algarve Pro Racing        | Andrea Roda Matthew McMurry Andrea Pizzitola                         | Ligier JS P217                   | D     | 131   |                     |
| Abd. | LMP2   | 25 | Algarve Pro Racing        | Andrea Roda Matthew McMurry Andrea Pizzitola                         | Gibson GK428 4,2 l V8 Atmo       | D     | 131   |                     |
| Abd. | LMGTE  | 55 | Spirit of Race            | Duncan Cameron Matt Griffin Aaron Scott                              | Ferrari 488 GTE                  | D     | 55    |                     |
| Abd. | LMGTE  | 55 | Spirit of Race            | Duncan Cameron Matt Griffin Aaron Scott                              | Ferrari F154CB 3.9 L V8 bi-turbo | D     | 55    |                     |
| Abd. | LMP3   | 9  | AT Racing                 | Alexander Talkanitsa, Jr. Alexander Talkanitsa, Sr. Maurizio Mediani | Ligier JS P3                     | M     | 17    |                     |
| Abd. | LMP3   | 9  | AT Racing                 | Alexander Talkanitsa, Jr. Alexander Talkanitsa, Sr. Maurizio Mediani | Nissan VK50VE 5.0 L V8 Atmo      | M     | 17    |                     |

## Pole position et record du tour
- Pole position : Enzo Guibbert sur no 39 Graff Racing en 1 min 36 s 526
- Meilleur tour en course : Richard Bradley sur no 40 Graff Racing en 1 min 38 s 673 au 5e tour.

## Tours en tête
Tours en tête
- no 39 Oreca 07 - Graff Racing : 23 tours (1-22 / 40)
- no 32 Ligier JS P217 - United Autosports : 11 tours (23-33)
- no 21 Oreca 07 - DragonSpeed : 21 tours (34-39 / 41-55)
- no 22 Oreca 07 - G-Drive Racing : 77 tours (56-132)

## À noter
- Longueur du circuit : 5,793 km
- Distance parcourue par les vainqueurs : 764,676 km